# VIS 2345
Il VIS-234500 è una versione commerciale del VAZ-2107 ed è in produzione dal 1995. Attualmente è ancora l'unica variante del VAZ-2107 in produzione a partire dal 2021. Attualmente sono state prodotte e vendute circa 35.000 unità del veicolo. La produzione di massa si è interrotta nel 2015, ma la produzione limitata continua fino ad oggi. Il veicolo è leggermente più pesante del VAZ-2107 originale poiché è destinato all'uso come veicolo commerciale. Il veicolo è stato sostituito dal più moderno VIS-2349 ma la produzione del modello più vecchio non si è fermata. Nel 2003 ha avuto luogo un crash test tra un UAZ-469B e un VIS 2345 a 48 miglia all'ora. La parte anteriore del VIS-2345 è stata gravemente danneggiata, ma l'UAZ-469 non ha ricevuto molti danni.
Il veicolo è spesso considerato "leggendario" a causa dei suoi molti anni di produzione che risalgono al 1970. Nel 2015 circa 5 unità di quel veicolo sono state esportate in Bielorussia.